# Бохумский симфонический оркестр
Бохумский симфонический оркестр (нем. Bochumer Symphoniker) — германский симфонический оркестр, базирующийся в Бохуме.
Основан в 1919 г. Во главе со своим первым руководителем, молодым Рудольфом Шульцем-Дорнбургом, оркестр стал видным пропагандистом новейшей музыки, тесно сотрудничал с Антоном Веберном, Паулем Хиндемитом, Эрнстом Кшенеком. При следующем руководителе, Леопольде Райхвайне, произошёл откат к преобладанию позднеромантического репертуара.

## Руководители
- Рудольф Шульц-Дорнбург (1919—1924)
- Леопольд Райхвайн (1926—1938)
- Клаус Несстретер (1938—1944)
- Герман Майснер (1945—1956)
- Франц Пауль Деккер (1956—1964)
- Ивон Баарспул (1964—1970)
- Отмар Мага (1971—1982)
- Габриэль Хмура (1982—1988)
- Эберхард Клоке (1988—1994)
- Стивен Слоан (с 1994 г.)